# Starsailor

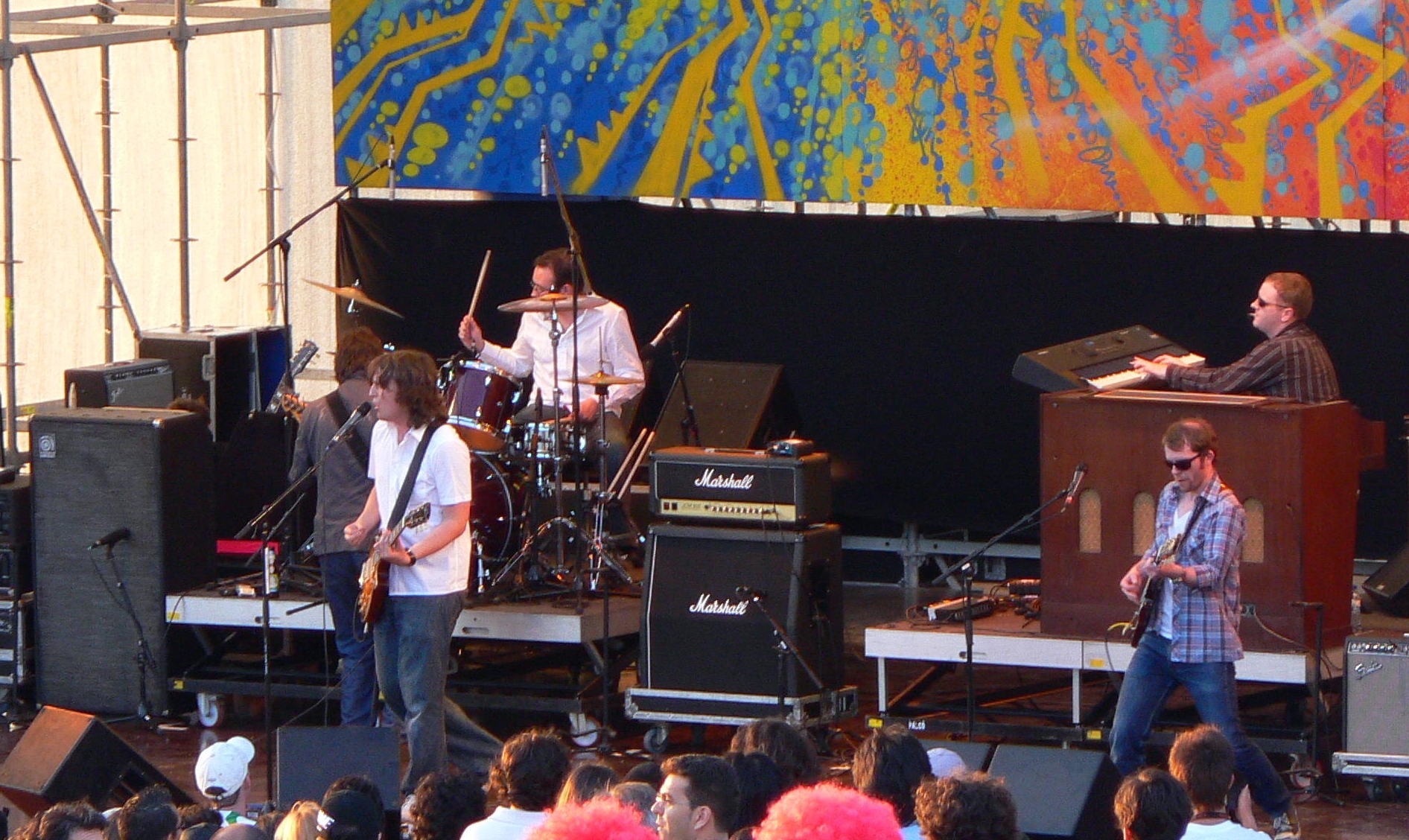
Rock in Rio

Starsailor is een Britse rockband uit Chorley, Engeland.
De band heette eerst Waterface, maar veranderde in 2000 hun naam in Starsailor, naar het gelijknamige album van Tim Buckley uit 1970.

## Bandleden
- Ben Byrne - drums
- James ‘Stel’ Stelfox - basgitaar
- James Walsh - zang / gitaar
- Barry Westhead - keyboards

## Discografie

### Albums
| Album met eventuele hitnotering(en) in de Nederlandse Album Top 100 | Datum van verschijnen | Datum van binnenkomst | Hoogste positie | Aantal weken | Opmerkingen |
| ------------------------------------------------------------------- | --------------------- | --------------------- | --------------- | ------------ | ----------- |
| Love is here                                                        | 2001                  | 20-10-2001            | 68              | 4            |             |
| Silence is easy                                                     | 2003                  | 27-09-2003            | 31              | 6            |             |
| On the outside                                                      | 2005                  | 22-10-2005            | 56              | 3            |             |
| All the plans                                                       | 2009                  | 14-03-2009            | 90              | 2            |             |
| All This Live                                                       | 2017                  | 1-09-2017             | ?               | ?            |             |

| Album met hitnotering(en) in de Vlaamse Ultratop 200 albums | Datum van verschijnen | Datum van binnenkomst | Hoogste positie | Aantal weken | Opmerkingen |
| ----------------------------------------------------------- | --------------------- | --------------------- | --------------- | ------------ | ----------- |
| Love is here                                                | 2001                  | 27-10-2001            | 42              | 3            |             |
| Silence is easy                                             | 2003                  | 20-09-2003            | 8               | 17           |             |
| On the outside                                              | 2005                  | 22-10-2005            | 24              | 7            |             |
| All the plans                                               | 2009                  | 14-03-2009            | 12              | 20*          |             |

### Singles
| Single met eventuele hitnotering(en) in de Nederlandse Top 40 | Datum van verschijnen | Datum van binnenkomst | Hoogste positie | Aantal weken | Opmerkingen              |
| ------------------------------------------------------------- | --------------------- | --------------------- | --------------- | ------------ | ------------------------ |
| Fever                                                         | 2001                  | -                     |                 |              |                          |
| Good souls                                                    | 2001                  | -                     |                 |              | #82 in de Single Top 100 |
| Alcoholic                                                     | 2001                  | -                     |                 |              | #89 in de Single Top 100 |
| Lullaby                                                       | 2001                  | -                     |                 |              |                          |
| Poor misguided fool                                           | 2002                  | -                     |                 |              |                          |
| Silence is easy                                               | 2003                  | -                     |                 |              | #70 in de Single Top 100 |
| Born again                                                    | 2003                  | -                     |                 |              |                          |
| Four to the Floor                                             | 2004                  | -                     |                 |              |                          |
| In the crossfire                                              | 2005                  | -                     |                 |              | #91 in de Single Top 100 |
| This time                                                     | 2006                  | -                     |                 |              |                          |
| Tell me it's not over                                         | 2009                  |                       |                 |              |                          |

| Single met hitnotering(en) in de Vlaamse Ultratop 50 | Datum van verschijnen | Datum van binnenkomst | Hoogste positie | Aantal weken | Opmerkingen |
| ---------------------------------------------------- | --------------------- | --------------------- | --------------- | ------------ | ----------- |
| Some of us                                           | 2003                  | 01-11-2003            | tip14           | -            |             |
| Four to the floor                                    | 2004                  | 29-01-2005            | 8               | 18           |             |
| Tell me it's not over                                | 2009                  | 21-03-2009            | 5               | 14           |             |
| All The Plans                                        | 2009                  | 11-07-2009            | tip9            | -            |             |